# Persemier

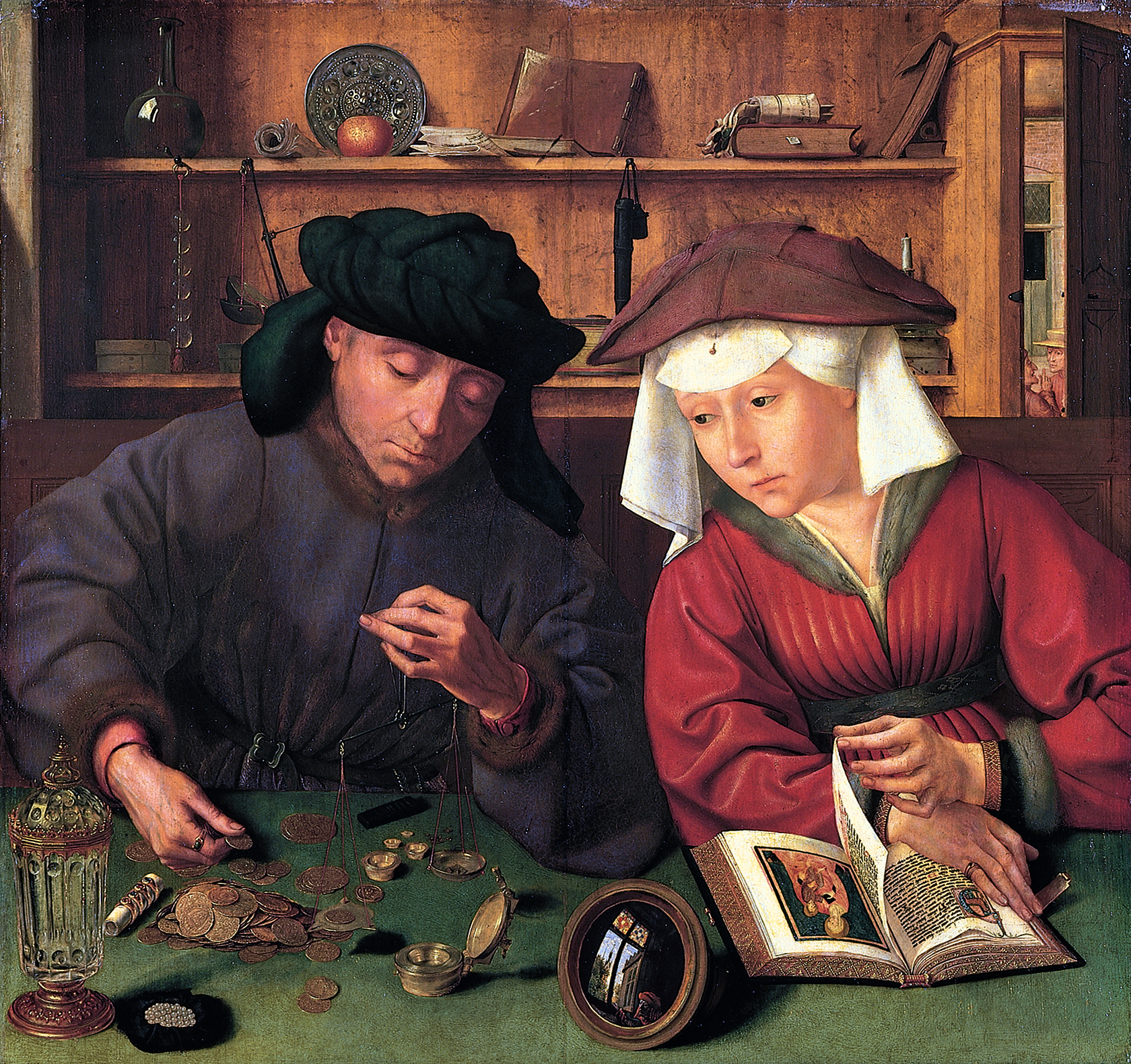
De goudweger en zijn vrouw (Quinten Massijs, 1514)

Persemier is een historisch beroep. Het behelsde werkzaamheden als belastingontvanger, bankier, uitlener en wisselagent. In de middeleeuwen en de vroegmoderne periode stond het vooral bekend onder de benamingen leentafelhouder en pandlener. Met de aanduiding een persemier bedoelde men later ook uitzuiger of woekeraar.
Het beroep hield oorspronkelijk de controle van het zilver- en goudgehalte in, naast de taak van belastingontvanger. Later kwam daar ook het omwisselen, verhandelen en uitlenen van gelden bij. Persemier is een verbastering van het Franse begrip poinçonner dat aanbrenger van een keurteken betekent.

## Geschiedenis
In de 12e eeuw verbood de paus alle christenen om rente te heffen op straffe van excommunicatie. In de 14e en 15e eeuw slaagden kooplieden erin een groot deel van de joodse bankactiviteiten naar zich toe te trekken. Ze mochten dan wel geen rente heffen, maar omzeilden dit verbod door de rente als gift’' of vergoeding voor gelopen risico te omschrijven in hun boekhouding.
In steden maakten de persemiers deel uit van het patriciaat, in dorpen en gemeenten van de ministerialiteit. Het waren bankiers die voornamelijk verbruikskrediet aan de bevolking verstrekten. In de Zuidelijke Nederlanden en in Gent waren deze leentafelhouders sedert de late middeleeuwen actief. Een overblijfsel daarvan is de Pussemierstraat in Gent, waar zich in de 15de eeuw een huis van de Lombarden, De Clocke, bevond. Deze leentafelhouders behoorden tot de welgestelden van de stad. In de zestiende eeuw waren er in Gent vijf werkzaam. In de Zuidelijke Nederlanden werden in 1577 leentafelhouders even hoog fiscaal getaxeerd als vorstelijke topambtenaren (zoals kanseliers en presidenten van de vorstelijke raden). Enkel de hoge adel en de hoge clerus werden nog hoger getaxeerd. De leentafelhouders bewoonden ook doorgaans zeer dure panden elders in de stad.

## Soorten van persemiers
Er waren drie klassen van persemiers: zij die van Joodse oorsprong waren leenden gewoonlijk geld uit aan de armen; christenen die tot de betere stand behoorden leenden geld uit aan de handelaars en ambachtslui; de bekende Italiaanse en Duitse bankiers zoals Bardi, Boromrei, Medici en Fugger traden vanaf de dertiende eeuw vooral op als geldschieters en bankiers van de rijken en vorsten.
Andere bekende voorbeelden zijn Jacques Coeur, Ango de Dieppe en Schetz, beter bekend onder de naam d'Ursel.

## Persemier als familienaam
De familienaam of achternaam geeft aan tot welke familie een persoon behoort. Doorgaans ging het om de familie in mannelijke lijn. Een achternaam kon verwijzen naar een beroep, herkomst, fysieke kenmerken, geboorteplaats of een eigendom. De facto was de familienaam in veel gevallen al sinds de 14e eeuw, soms voordien, erfelijk. Ook al hadden de dragers intussen een ander beroep, woonplaats of uitzicht.
Ingevolge het Concilie van Trente moesten voortaan alle dopen, huwelijken en overlijdens in registers worden vastgelegd. Vanaf omstreeks 1650, werden de familienamen daardoor onveranderlijk, behoudens in geval van schrijffouten. Vanaf de Franse Overheersing in 1795 hield de ambtenaar van de burgerlijke stand officiële registers bij.
Devolutie van de naam: poinçonner, Puisenier, Pursemier, Pussemier, Persemier, de Pessemier, Pessemiers, Possemiers, Passsemiers.

## Trivia
- In de dertiende-eeuwse perceptie werd een persemier, en ook wel de meier, vaak als een uitzuiger en woekeraar gezien. Men verweet hen grote rijkdom na te streven om tot de adel te kunnen toetreden. De sociale opgang van deze geldhandelaars kwam er dan door de aankoop van een heerlijkheid, die vervolgens tot baronie of graafschap werd verheven. In het strofisch strijdgedicht Wapene Martijn van Jacob van Maerlant uit ca 1266 luidt strofe 38: Martijn, den meneghen es bedect ie dinc, daer dijn sin up mect, ende du vraghes wel verre. Want hevet een persemier gheblect enten lieden thare ontpect, so wille hi sonder merre onder die edele sijn ghetrect. Al ware hi dusentfout bevlect, Tghelt claerten van den terre. Dits die dinc, die liede wect dat menich tsijn te winne trect ende maecter God om erre, entie siele in werre. Constant Serrure maakte in 1858 de volgende vrije vertaling: Martijn, voor velen is het onderwerp dat je nu aansnijdt, onduidelijk en je vraagt wel heel diep. Want wanneer een woekeraar de mensen het vel over de oren heeft getrokken en hun al hun bezit heeft afgepakt, dan wil hij onmiddellijk tot de edelen worden gerekend. Al was hij duizend keer bevlekt, het geld reinigt hem van al het vuil. Dit is wat velen ertoe drijft te zorgen dat ze hun deel krijgen, maar ze maken er God boos mee en brengen hun ziel in gevaar.
- Roman- en toneelauteur Herman Teirlinck verbleef in zijn jeugd wegens een zwakke gezondheid vaak bij zijn grootouders in Zegelsem in de Vlaamse Ardennen. Vlak daarbij ligt Michelbeke, de bakermat van de Zuid-Oost-Vlaamse familie De Pessemier. In De Lemen Torens uit 1928, een brievenroman die hij samen met Karel van de Woestijne schreef, dragen drie fictieve protagonisten de naam Pessemier: de broers Domien de Pessemier, kasteelbewoner en quaestor van de Kamer van Volksvertegenwoordigers, Henri de Pessemier die notaris is, en bierbrouwer Arthur de Pessemier. Op pagina 88 schrijft Teirlinck: Tijdens een verblijf in Rome had de oude klerikale vos [Domien de Pessemier] bij de Heilige Stoel een [verzoek] tot het bekomen van de [titel] van graaf ingediend; hij had er het geld voor over. Het was geen slechte belegging, vond hij waarschijnlijk. Bisschop Marcus echter, […] had zich met hand en tand tegen de [toekenning] verzet: nog steeds had hij minachting voor de man, die geen andere verdienste had dan zijn fortuin en politieke sluwheid.